# Schefflera hoi
Schefflera hoi är en araliaväxtart som först beskrevs av Stephen Troyte Dunn, och fick sitt nu gällande namn av René Viguier. Schefflera hoi ingår i släktet Schefflera och familjen araliaväxter. Inga underarter finns listade.